# Grace Victoria Cox
Grace Victoria Cox (Lexington, 10 marzo 1995) è un'attrice statunitense nota per aver interpretato il ruolo di Melanie Cross nella serie Under the Dome (2014–15) e Veronica Sawyer protagonista della serie Heathers (2018).

## Filmografia parziale

### Cinema
- Affairs of State, regia di Eric Bross (2018)
- Ted Bundy - Fascino criminale (Extremely Wicked, Shockingly Evil and Vile), regia di Joe Berlinger (2019)

### Televisione
- Under the Dome – serie TV (2014-2015)
- Twin Peaks – serie TV (2017)
- Heathers – serie TV, (2018)
- Now Apocalypse – serie TV (2019)
- The Society – serie TV, (2019)

## Doppiatrici italiane
Nelle versioni in italiano delle opere in cui ha recitato, Grace Victoria Cox è stata doppiata da:
- Tiziana Martello in Under the Dome